# 大学预科 (英式教育)
預科（英語：Sixth form, Form Six, Form Seven, Matriculation）是源自英式教育的制度，在很多前英國殖民地亦沿用。在經過五年的中學教育後，成績良好的可升讀為期兩年的預科，再參加考試（原來稱為大學入學試，後來改稱高級程度會考），成績良好的方可進入大學（英國大學學制為三年，和中學、預科合共為十年，和美式6+4一樣）。

## 英國
在英國的學制中，GCSE是學生完成第一階段中等或中學教育後重要的考試證書；完成該課程後，學生可以繼續升讀GCE A Level課程、大學預科課程或其他同等課程。

## 香港
過去香港的教育制度跟隨英國政策，即包括三年初中、兩年高中、兩年預科和三年大學的三二二三學制。完成兩年高中（普遍稱為「中四」和「中五」）並應考香港中學會考後，成績理想者（一般為30分滿分下最少取得14分）可升讀預科。早期香港的預科教育實行「雙軌制」，學生可選擇修讀一年制香港高等程度會考課程投考香港中文大學 （1993年起停辦），或兩年制香港高級程度會考課程投考香港大學及其他大學，完成預科而成績理想者便可升讀大學。
2000年代初期，香港特別行政區政府開始部署教育改革。經社會多年討論和籌備，終落實在2009年9月新學年起正式實施三三四高中教育改革，即三年初中、三年高中和四年大學。
2012年是最後一屆開放予日校學生的香港高級程度會考。當2013年只供考生重考的高級程度會考舉行後，香港的預科課程便正式廢除，走進歷史。

## 評論
有批評者認為預科教育太著重作為大學的預備課，教授的內容過于專精，教授的知識對未能考進大學的學生似乎沒用，且為社會製造太多不同的階級（中五畢業、中七／預科畢業和大學畢業）；但亦有人認為預科教育是中學教育的補充，有助為有才能的人在專業的科目和課題上提供進一步的教育。另一方面，於兩年制預科課程，中六學生全年留在學校，多擔任學生會，社及各學會的會長，職員等，直到中七開學後下一屆職員接任止。中七學生因集中精神準備考試，一般可無需參加課外活動。